# Нгуна
Нгуна (англ. Nguna) — остров в архипелаге Новые Гебриды в Тихом океане. Принадлежит Республике Вануату и входит в состав провинции Шефа.

## География

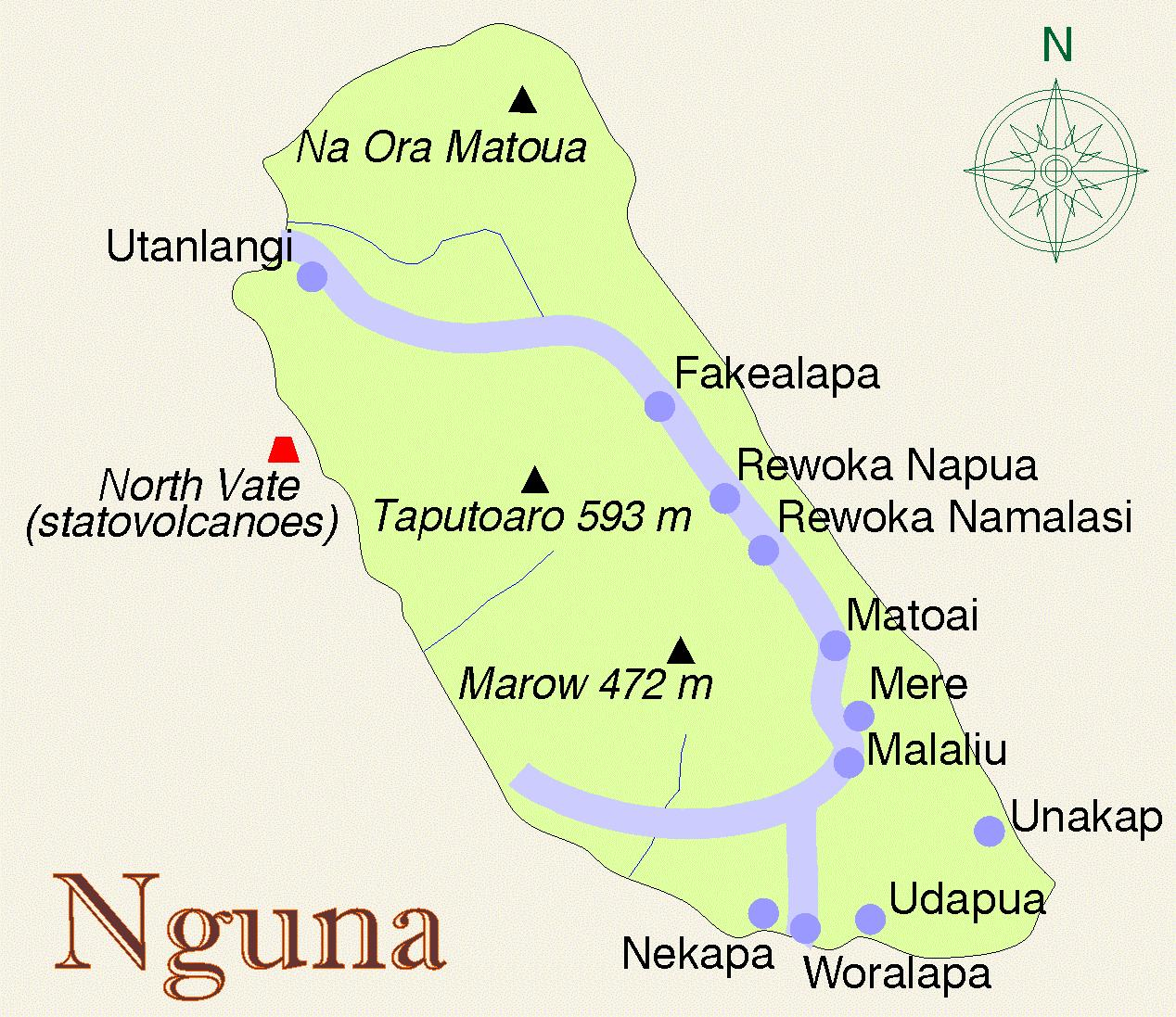
Остров Нгуна

Остров Нгуна расположен в центральной части архипелага Новые Гебриды в Тихом океане недалеко от островов Эфате, Пеле, Эмао, Мосо. Ближайший материк, Австралия, расположен примерно в 1200 км.
Как и другие острова архипелага, Нгуна имеет вулканическое происхождение. Площадь острова составляет 24,5 км². Высшая точка, гора Тапутаора, достигает 593 м. Высота другой высокой точки острова, горы Мароу, составляет 472 м.
Климат на острове влажный тропический. Среднегодовое количество осадков превышает 2000 мм. Нгуна подвержен частым землетрясениям и циклонам.
Морская охранная территория Нгуна-Пеле является вторым по площади морским заповедником Вануату.

## История
Остров Нгуна был заселён примерно 2500 лет назад жителями Соломоновых островов. Эти поселенцы использовали каменные орудия, изготавливали глиняную посуду, декорированную особым типом узоров. В отличие от культуры лапита подобный тип гончарных изделий был найден на других островах северной и центральной частей Новых Гебрид. Эта культура получила название мангааси. Предположительно, часть представителей этой культуры поселилась примерно 2400—1600 лет назад на Фиджи и в Новой Каледонии.
Примерно в 1200 году нашей эры культура островов Шеперд и острова Эфате претерпела значительные изменения: прекратилось производство гончарных изделий, каменные орудия вытеснили орудия из раковин различных моллюсков. Некоторые археологи связывают это с миграцией на острова людей с северо-западных островов Тихого океана.
В 1774 году Нгуна был открыт английским путешественником Джеймсом Куком. Мореплаватель назвал остров «Островом Монтегю».

## Население
В 2009 году численность населения острова Нгуна составляла 1255 человек. Основное занятие местных жителей — натуральное сельское хозяйство, плантационное хозяйство (выращивание кокосовых пальмы для производства копры), активно развивается туризм. Коренным языком островитян является меланезийский язык северный эфате, также распространённый в северной части острова Эфате, острове Тонгоа и юго-восточной части Эпи.